# 황금 눈에 비친 모습
황금 눈에 비친 모습(Reflections In A Golden Eye)은 미국에서 제작된 존 휴스턴 감독의 1967년 드라마 영화이다. 엘리자베스 테일러 등이 주연으로 출연하였고 존 휴스턴 등이 제작에 참여하였다.

## 출연

### 주연
- 엘리자베스 테일러
- 말론 브란도

### 조연
- 브라이언 키이스
- 줄리 해리스
- 조로 데이빗
- 고든 미첼
- 로버트 포스터

## 제작진
- 원작자: 카슨 매컬러스
- 미술: 스티븐 B. 그림스
- 의상: 도로시 지킨스
- Ass-PD: C.O. 에릭슨